# REDMART
REDMART是一家在新加坡网络百货零售业务公司，创建于2011年9月份，总部位于新加坡。2016年间，该公司被阿里巴巴集团控股的Lazada收购